# Atonement (musikalbum)
Atonement är det amerikanska death metal-bandet Immolations tionde studioalbum, släppt februari 2017 av skivbolaget Nuclear Blast.

## Låtförteckning
1. "The Distorting Light" – 3:14
2. "When the Jackals Come" – 3:54
3. "Fostering the Divide" – 3:27
4. "Rise the Heretics" – 3:41
5. "Thrown to the Fire" – 4:04
6. "Destructive Currents" – 4:26
7. "Lower" – 4:01
8. "Atonement" – 4:32
9. "Above All" – 4:55
10. "The Power of Gods" – 3:58
11. "Epiphany" – 4:22
12. "Immolation" – 4:13

- Text och musik: Immolation

## Medverkande
Musiker (Immolation-medlemmar)
- Ross Dolan – sång, basgitarr
- Robert Vigna – gitarr
- Alex Bouks – gitarr
- Steve Shalaty – trummor

Produktion
- Paul Orofino – producent, ljudtekniker
- Zack Ohren – ljudmix, mastering
- Pär Olofsson – omslagskonst
- Zbigniew Bielak – omslagskonst